# Крей
Крей (фр. Creil) — город на севере Франции, регион О-де-Франс, департамент Уаза, округ Санлис, центр одноименного кантона. Расположен в 39 км к юго-востоку от Бове и в 48 к северу от Парижа, на обоих берегах реки Уаза. Расположенная на правом берегу Уазы железнодорожная станция Крей линии Париж-Лилль является важным железнодорожным узлом: от нее отходит линия Крей-Жёмон к бельгийской границе и локальная линия Крей-Бове.
Население (2018) — 35 800 человек.

## История
Первое упоминание о поселении в этом месте относится к 633 году. В X веке на острове Сен-Морис на Уазе сеньорами де Санлис был построен замок. В XIII веке король Людовик IX выкупил его, и замок стал одной из королевских резиденций. В 1358 году Крей находился в самом центре Жакерии, веком позже в районе города имело место несколько сражений Столетней войны.
В 1797 году группа парижан ирландского происхождения открыла в Крее завод по производству хрусталя, давший городу новый импульс развития. Завод вскоре был переориентирован на выпуск керамических изделий и давал работу большей части населения Крея. В 1810 году, после открытия канала Сен-Кантен, связавшего Уазу с Шельдой, в городе стали открываться новые производства, в основном керамические и кожевенные.
Новый этап в истории города начался в 1840 году, когда через Крей прошла железная дорога Париж — Лилль. Железнодорожный узел был построен на правом берегу Уазы, до этого малоосвоенном. Теперь здесь стали строиться предприятия чёрной и цветной металлургии.
В 1970-е годы население города стало резко расти благодаря интенсивному жилищному строительству. Здесь стали селиться работающие в Париже трудовые мигранты, в основном из стран Северной Африки.

## Достопримечательности
- Церковь Святого Медарда XIII—XV веков в готическом стиле, с колокольней XVI века в стиле эпохи Возрождения. Церковь имеет оригинальную форму неправильного треугольника.
- Остатки королевского замка на острове Сен-Морис посередине Уазы. Сохранились отдельные фрагменты, в том числе одна из башен, опоры и подземные помещения
- Музей керамики и фаянса Галле-Жюйе, построенный на месте бывшего замка
- «Храм любви» — старинное здание мельницы на острове Сен-Морис, обязанное своим названием барельефам на стенах внутри
- Здание мэрии
- Здание театра «Ле Лидо» XIX века

## Экономика
Структура занятости населения:
- сельское хозяйство — 0,0 %
- промышленность — 6,6 %
- строительство — 3,5 %
- торговля, транспорт и сфера услуг — 34,6 %
- государственные и муниципальные службы — 55,3 %

Уровень безработицы (2017) — 25,6 % (Франция в целом — 13,4 %, департамент Уаза — 13,8 %). 

Среднегодовой доход на 1 человека, евро (2018) — 14 820 (Франция в целом — 21 730, департамент Уаза — 22 150).

## Демография
Динамика численности населения, чел.

## Администрация
Пост мэра Крея с 2008 года занимает член Социалистической партии Жан-Клод Вильмен (Jean-Claude Villemain), бывший член Совета департамента Уаза от кантона Крей. На муниципальных выборах 2020 года возглавляемый им левый список одержал победу во 2-м туре, получив 51,39 % голосов.
| Период | Период | Фамилия          | Партия                  | Примечания                                      |
| ------ | ------ | ---------------- | ----------------------- | ----------------------------------------------- |
| 1963   | 1977   | Антуан Шаню      | Социалистическая партия | директор колледжа                               |
| 1977   | 2001   | Жан Ансьян       | Социалистическая партия | учитель, депутат Национального собрания Франции |
| 2001   | 2008   | Кристиан Кримбер | Социалистическая партия | учитель                                         |
| 2008   |        | Жан-Клод Вильмен | Социалистическая партия | член Генерального совета и Совета департамента  |

## Города-побратимы
- Пендл, Великобритания
- Марль, Германия
- Хожув, Польша
- Вифлеем, Палестина
- Дахла, Марокко

## Знаменитые жители и уроженцы
- Карл IV Красивый (1294-1328), король Франции
- Жан Луи Тюилье (1757-1822), ботаник и садовод
- Эрик Вёрт (1956), политический деятель, депутат Национального собрания Франции, бывший министр

## Галерея

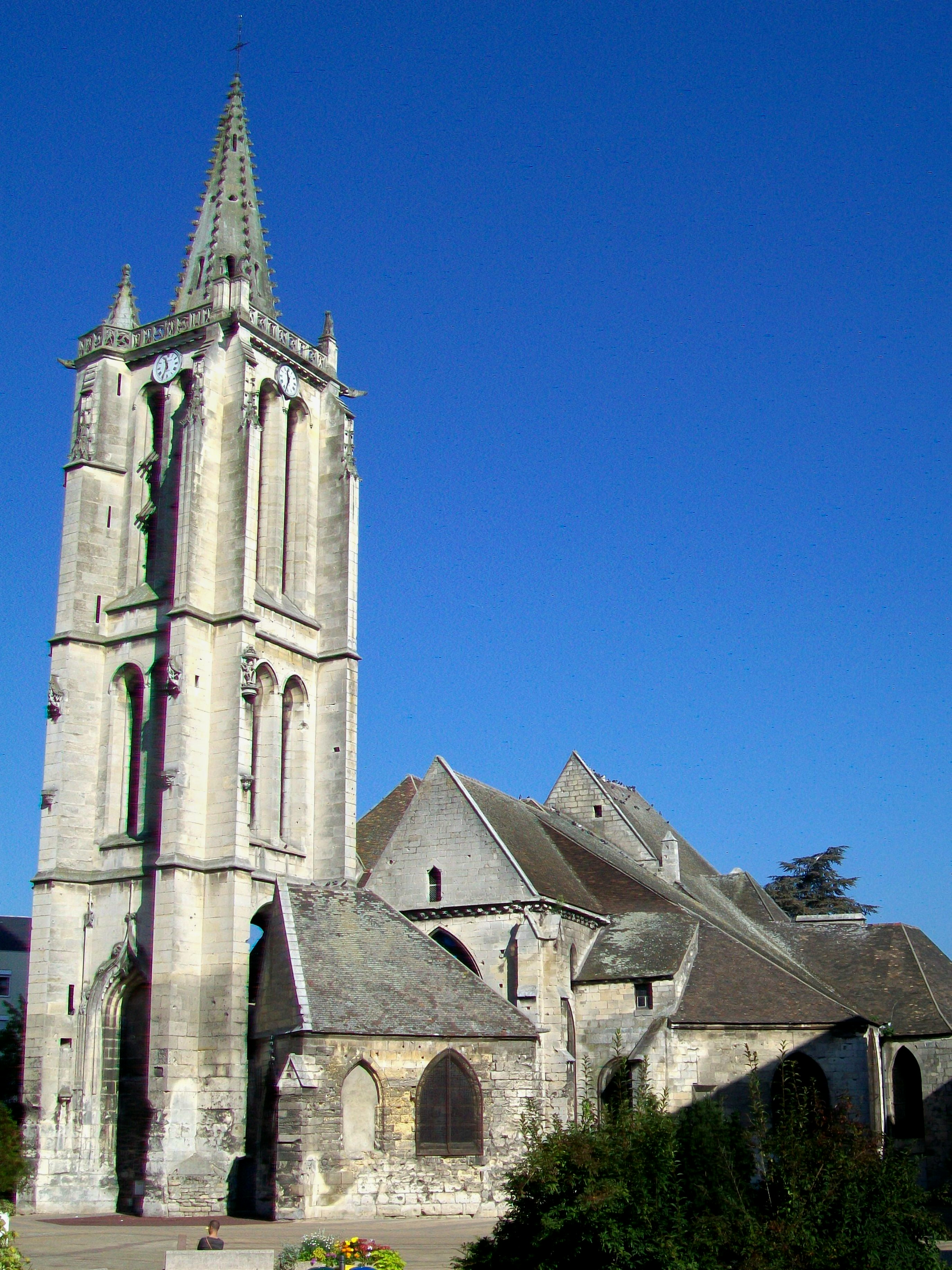
Церковь Святого Медарда
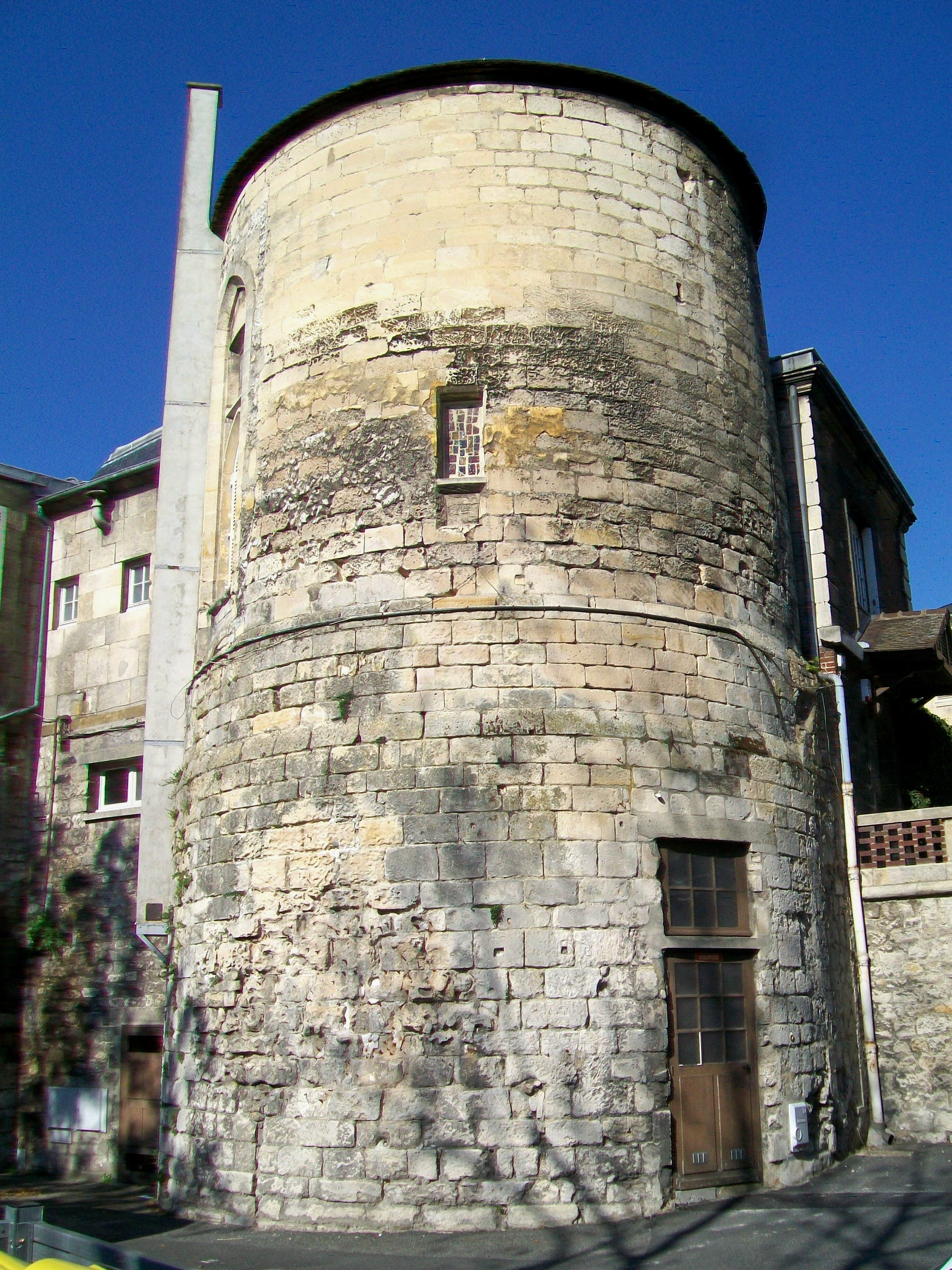
Башня бывшего королевского замка
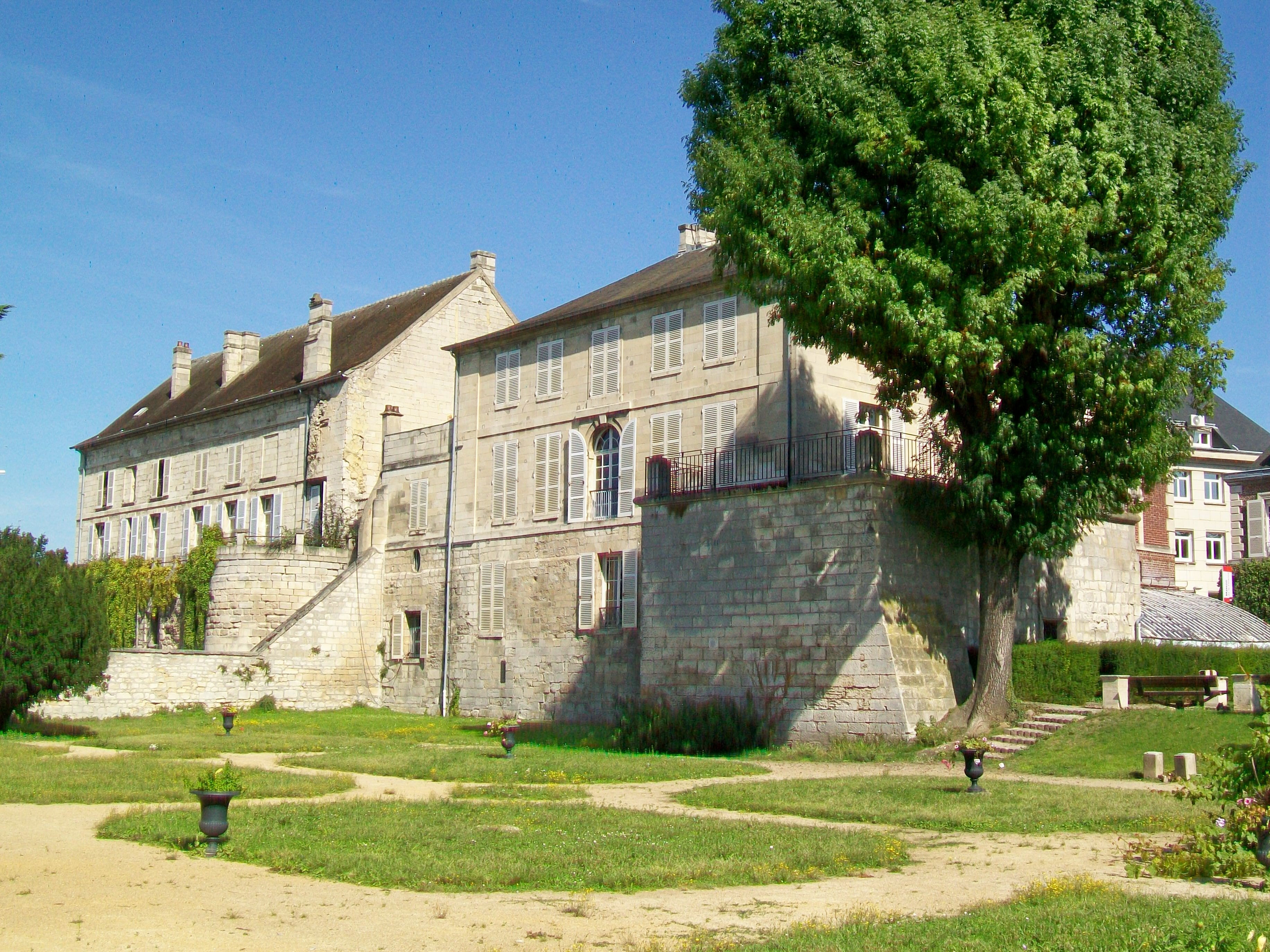
Музей керамики и фаянса Галле-Жюйе
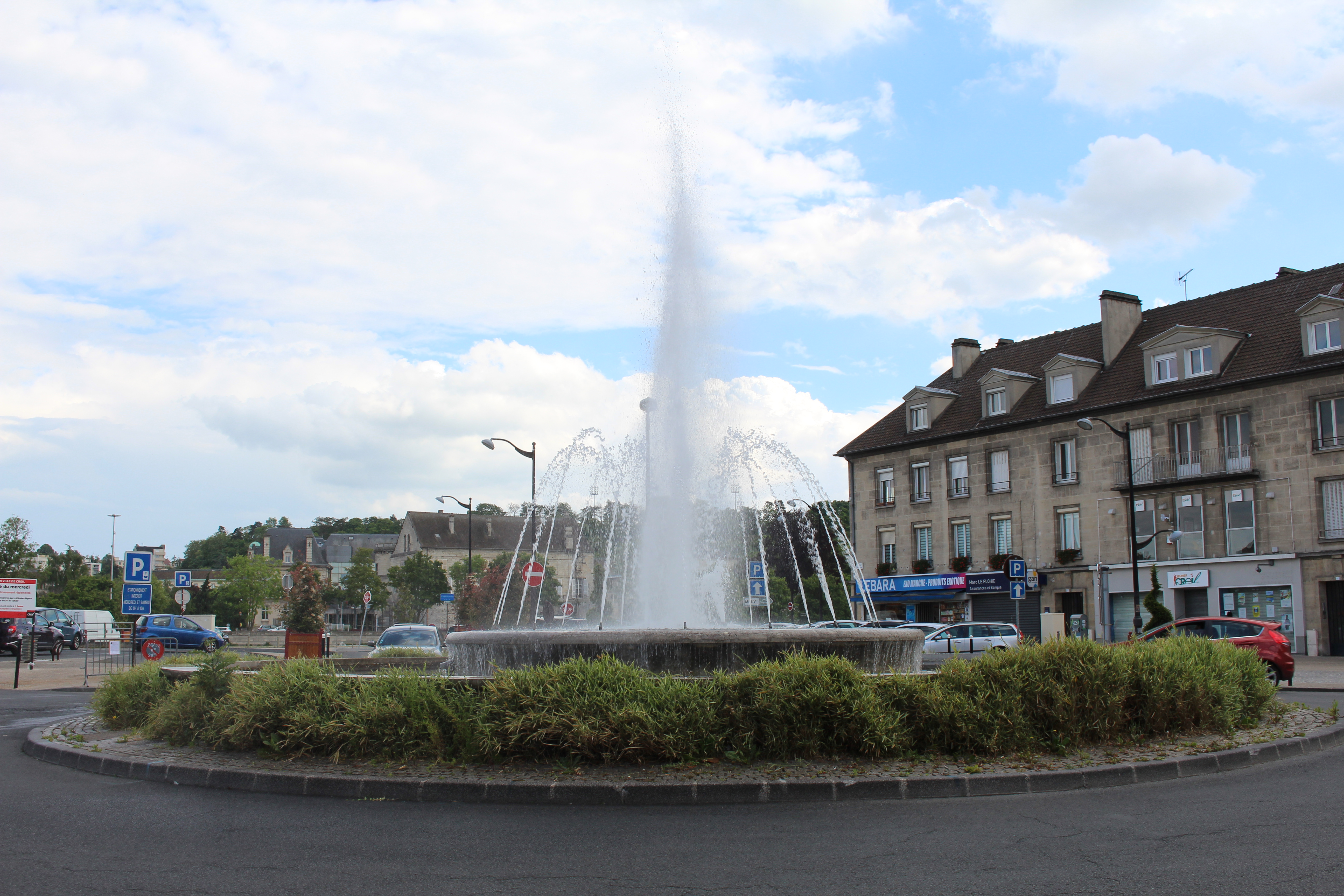
Фонтан на  площади Карно в центре города
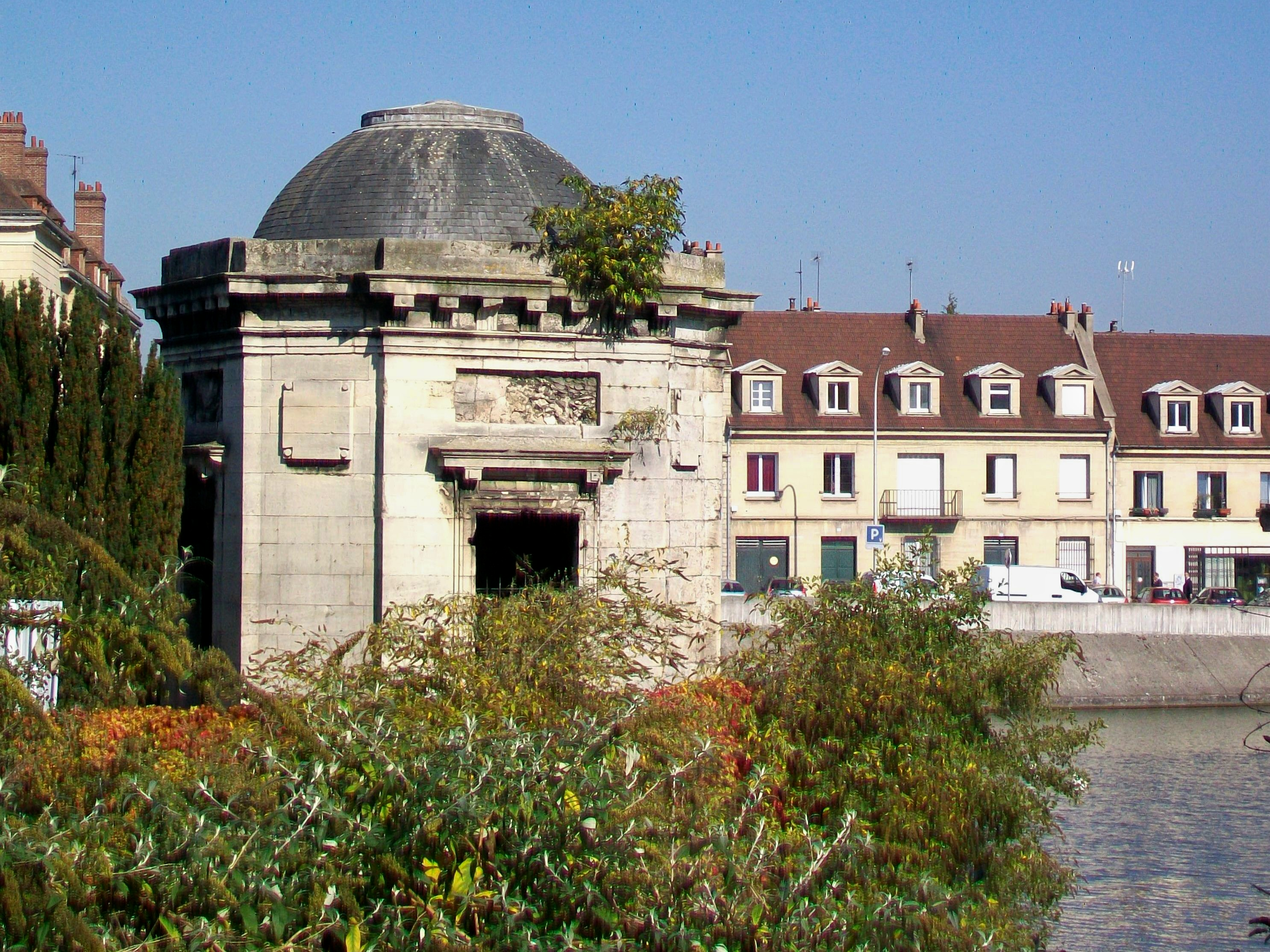
«Храм любви» на острове Сен-Морис
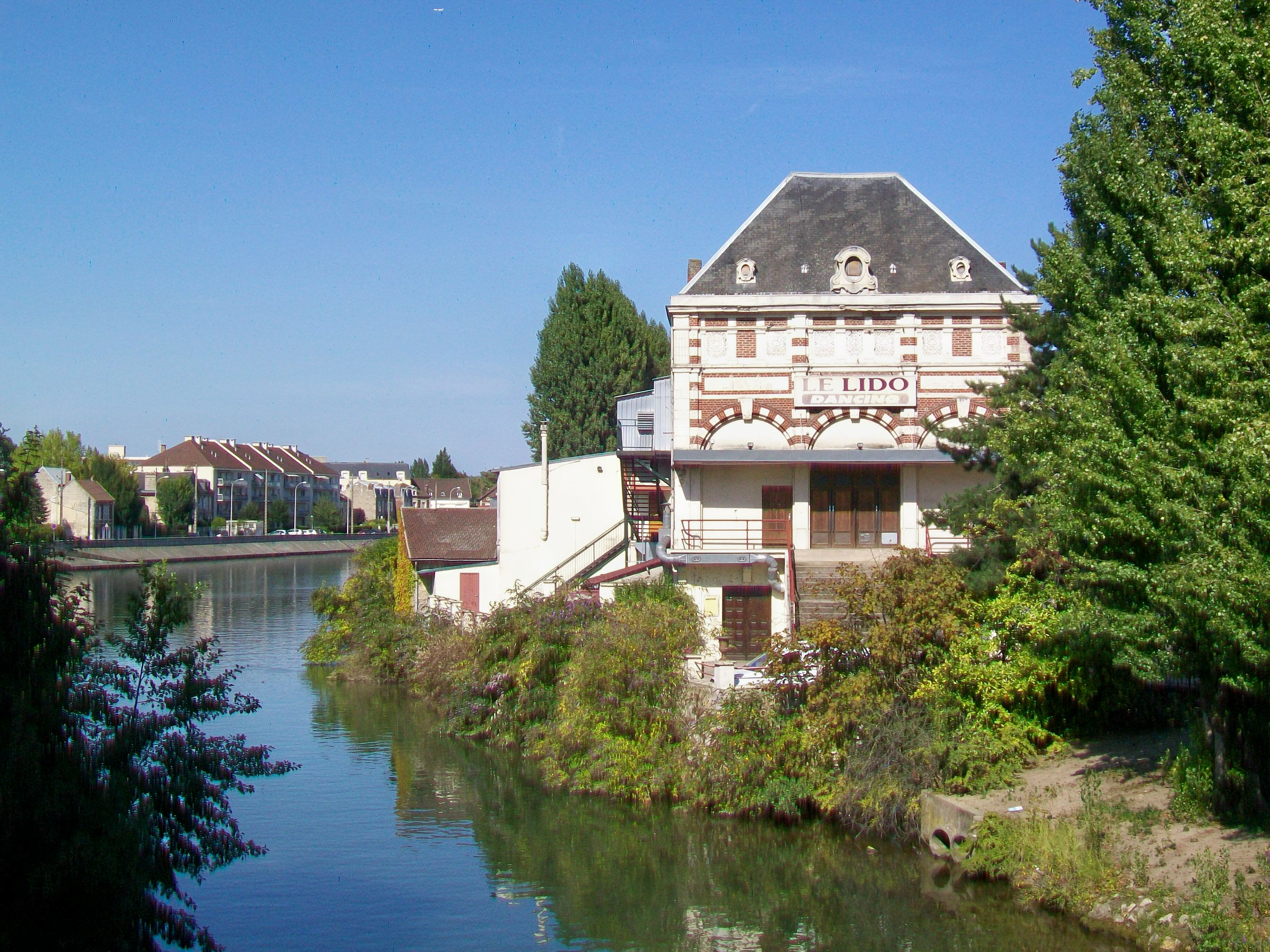
Театр «Ле Лидо»
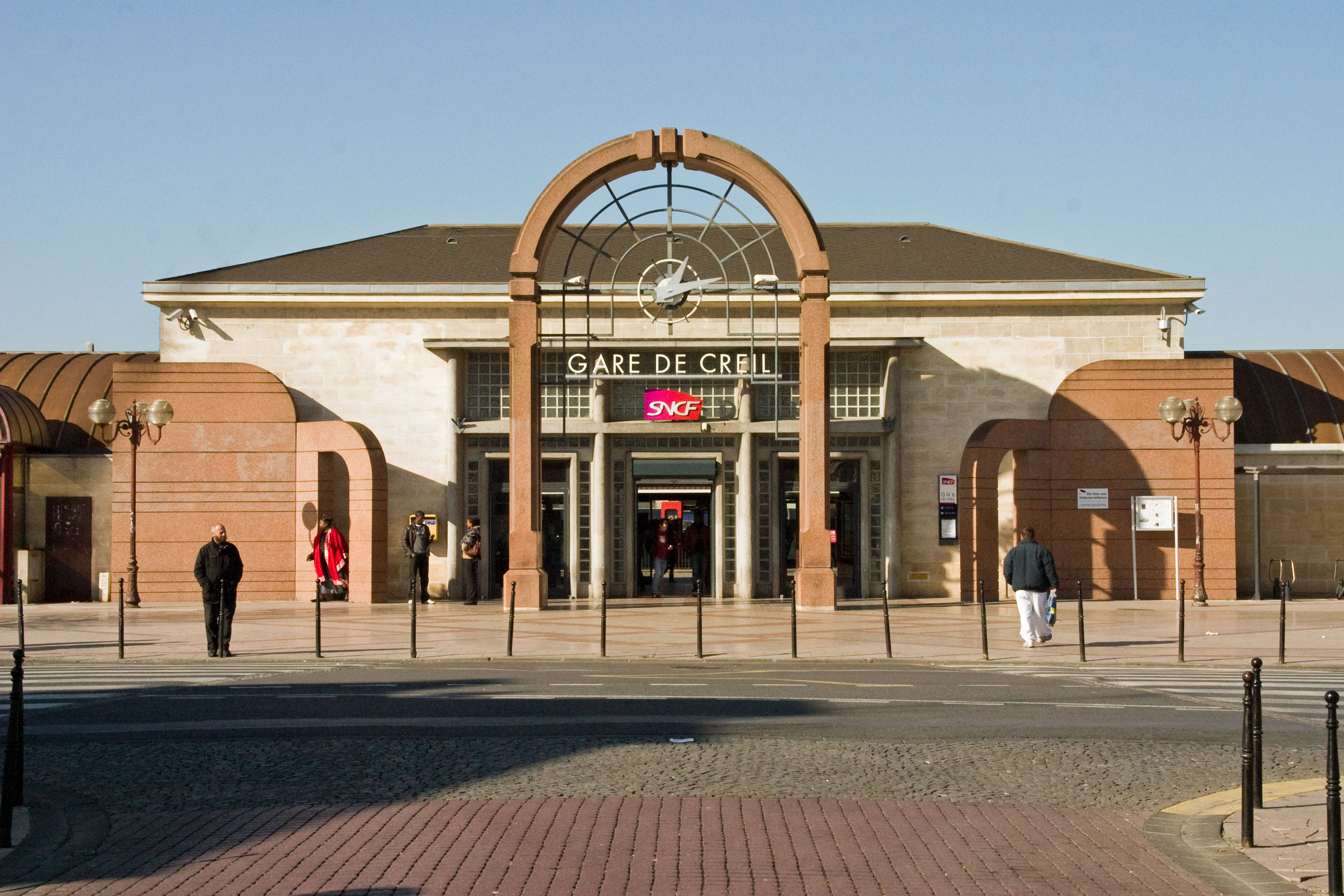
Железнодорожный вокзал

1. 1 2  база данных о французских коммунах — Национальный географический институт Франции, 2015.